# Tiamate
Tiamate ou Tiamat é uma deusa das mitologias suméria e babilônica associada ao oceano (tendo sua contraparte masculina em Apsu, associado a água doce). Na maioria das vezes, Tiamate é descrita como uma serpente marinha ou um dragão, mas nenhum texto foi encontrado nos quais contenham uma associação clara com essas criaturas.
No Enuma Elis, sua descrição física contém, uma cauda (rabo), coxas, órgãos sexuais, abdômen, tórax, pescoço e cabeça, olhos, narinas, boca e lábios. E por dentro coração, artérias e sangue.
Contudo, há uma etimologia semita que pode ajudar a explicar por que Tiamate é descrita como uma serpente. No mito fragmentado "Astarte e o Tributo do Mar" no inglês Astarte and the Tribute of the Sea, há uma menção de "Ta-yam-t" o que parece ser uma referência de uma serpente (*Ta - *Tan) marítima (*Yam). Se tal etimologia estiver correta irá explicar a conexão entre Tiamate e Lotã (Lo-tan, Leviatã).
Apesar do Enuma Elis descrever que Tiamate deu à luz dragões e serpentes, são incluídos entre eles uma grande lista de monstros como homens escorpiões e as sereias. Porém, nenhum texto diz que eles se parecem com a mãe ou se limitam a criaturas aquáticas.
Inicialmente, quando o mundo cultuava divindades femininas com suas várias faces, Tiamate era adorada como a mãe dos elementos. Tiamate foi responsável pela criação de tudo que existe. Os deuses eram seus filhos, netos e bisnetos.

## Mitologia
O deus Ea (Enqui - Eä), acreditava que Apsu se elevou, com o caos que eles criaram, e estavam planejando assassinar os deuses mais novos; e então Ea o matou. Isso enraiveceu Quingu - filho de Tiamate e Apsu - o qual reportou o fato a Tiamate, que criou mais monstros para batalhar contra os deuses. Tiamate possuía as Tábuas do Destino e na batalha decisiva ela as deu a Quingu, o qual era seu filho e líder dos exércitos de Tiamate. Os deuses ficaram desesperados, mas Marduque (Anu - filho de Eä), fez uma promessa de que seria reverenciado como "Rei dos Deuses". Ele batalhou contra Tiamate, armado com flechas do Vento, uma rede, um cajado e sua Lança Invencível.
Marduque prevaleceu sobre o corpo machucado de Tiamate
E com seu cruel cajado esmagou sua cabeça
Ele cortou as veias por onde passavam seu sangue
E fez o vento do norte correr por lugares secretos
Cortando Tiamate ao meio, fez de seu tórax o vácuo entre o céu e a terra. Seus olhos de lágrimas se tornaram a fonte do Rio Eufrates e Tigre e sua cauda tornou-se a Via Láctea. Com a permissão dos outros deuses eles tomaram as Tábuas do Destino de Quingu, instalando-se como o cabeça do Templo Babilônico. Quingu foi capturado e posteriormente assassinado, e seu sangue vermelho foi misturado com a terra vermelha criada do corpo de Tiamate, para então formar o corpo da humanidade. Criado para agir como servos dos deuses mais novos Iguigui.